# Altendorf (Dolna Austria)
Altendorf – gmina w Austrii, w kraju związkowym Dolna Austria, w powiecie Neunkirchen. Według Austriackiego Urzędu Statystycznego liczyła 318 mieszkańców (1 stycznia 2014).